# Anna Christie (1923)
Anna Christie é um filme mudo norte-americano de 1923, do gênero drama, estrelado por Blanche Sweet e William Russell. Dirigido por John Griffith Wray, foi adaptado por Bradley King da peça homônima de Eugene O'Neill.
A única cópia restante foi descoberto na Europa na década de 1970.

## Elenco
- Blanche Sweet – Anna Christie
- William Russell – Matt Burke
- George F. Marion – Chris Christopherson
- Eugénie Besserer – Marthy
- Chester Conklin – Tommy
- Fred Kohler
- Victor Potel
- George Siegmann – tio da Anna
- Ralph Yearsley